# Gymnobothrus ephippinotus
Gymnobothrus ephippinotus är en insektsart som beskrevs av Nicholas David Jago 1966. Gymnobothrus ephippinotus ingår i släktet Gymnobothrus och familjen gräshoppor. Inga underarter finns listade i Catalogue of Life.